# Dusigu
Dusigu era la favorita del re eblaita (donna del re: dam en) Irkab-Damu (che regnò circa dal 2347 a.C. al 2336 a.C.). La regina (in eblaita: ma-lik-tum) morì di parto pochi mesi dopo il matrimonio e il re non si risposò. 
Dusigu comincia ad essere citata, solo per nome, nei documenti reali, già durante l'attività del gran visir Arrukum (che aveva svolto questa funzione anche negli ultimi anni del re precedente), talvolta assieme al funzionario Ibrium (che probabilmente era suo parente), che diventerà a sua volta gran visir. Dusigu rimase a fianco del re, senza mai farsi nominare regina, negli ultimi anni del suo regno fino alla di lui morte, che avvenne, per una strana coincidenza, a pochi mesi da quella del suo gran visir Arrukum, così Ibrium e Dusigu giunsero al potere lo stesso anno. 
Dusigu era probabilmente una delle ultime concubine arrivate a corte e vi erano molti figli del re che potevano reclamare il regno, più grandi del suo, ma ella riuscì ad imporre sul trono suo figlio, Išar-damu, se pur fosse ancora un bambino di soli tre o quattro anni (la legge eblaita stabiliva che gli eredi al trono fossero esclusivamente i figli della regina e non gli altri figli del re, ma probabilmente Irkab-Damu non ebbe figli dalla sua regina). 
Per la giovane età del figlio, Dusigu assunse la reggenza, con il titolo di "grande madre del re" (ama-gal en), affiancata dal gran visir Ibrium, fino a circa il 2018 a.C., poi, alla morte di quest'ultimo, dal gran visir Ibbi-zikir, figlio del precedente. Alla morte del gran visir Ibrium, Dusigu ricevette doni funerari assieme alla sua moglie principale Azimu, madre di Ibbi-zikir, e la sua moglie secondaria Tiludu, cosa che conferma che faceva parte della stessa famiglia. 
Dusigu sarà, in questi anni, la persona più importante del regno, sarà presente nelle cerimonie più importanti, aveva un suo palazzo personale e guiderà pellegrineggi ai principali templi del regno. Quando Išar-damu divenne adulto, nel quattordicesimo anno del suo regno, Dusigu gli diede in moglie una cugina (figlia di Irib-damu, un fratello del precedente sovrano), la principessa Tabur-damu. Nonostante fosse stata da lei scelta, Dusigu volle che il fidanzamento fosse confermato dai sacerdoti del dio protettore di Irkab-Damu e che il responso fosse consegnato personalmente a lei. Anche dopo il matrimonio Dusigu non rinunciò a suoi privilegi in favore della nuora (che, in realtà, ne aveva diritto essendo la regina) e rimase seconda nella gerarchia eblaita, dopo il figlio.
Poco dopo il matrimonio il re partì con l'esercito ed il gran visir Ibrium per un'impresa militare, la notizia della vittoria fu inviata alla madre trepidante e non alla moglie. Dusigu, fino alla sua morte avvenuta sette anni dopo, anche dopo il matrimonio del figlio, continua ad essere citata in alcuni documenti ufficiali prima di lui.
Mori circa nel 2315 a.C., quindici anni prima della distruzione di Ebla, lasciando il controllo effettivo del regno al gran visir Ibbi-zikir, che circa nel 2003 a.C. riuscì a far eleggere sua figlia, Zaaše, promessa sposa di Irag-damu figlio del re Išar-damu e della regina Tabur-damu e successore designato al trono, unendo così definitivamente la sua famiglia a quella reale. 

Così l'analisi dei documenti della cancelleria e dell'amministrazione eblaita ci consentono di ricostruire la storia e, in una certa misura, anche il carattere di questa donna caparbia ed autorevole, che riuscì a raggiungere e a conservare una posizione di primo piano in una società in cui le donne, pur godendo di molte libertà, vivevano in un mondo dominato dagli uomini ed erano vittime di pregiudizi; a dimostrazione di ciò basta citare una frase contenuta nel resoconto dei colloqui con cui il messaggero mariota Šuwama-wabar, circa nel 2005 a.C., tentò di convincere gli emissari del re della città di Haddu, che era riluttante ad allontanarsi dalla alleanza con Ebla. 
(Archi 2003 pg.16)